# غواصيات الشكل
غواصيات الشكل[بحاجة لمصدر] (الاسم العلمي: Gaviomorphae) هي طبقة من الطيور تتبع صنف الطيور الحديثة من طائفة الطيور.

## رتب
- الغواصيات
- الغطاسيات